# Rudra polita
Rudra polita là một loài nhện trong họ Salticidae.
Loài này thuộc chi Rudra. Rudra polita được Elizabeth Maria Gifford Peckham & George William Peckham miêu tả năm 1894.